# Coupe du monde de cricket de 2019
Navigation
2015 2023
La Coupe du monde de cricket 2019, douzième édition de la Coupe du monde de cricket, a lieu du 30 mai au 14 juillet 2019 en Angleterre et au pays de Galles. C'est la cinquième fois que l'Angleterre accueille la Coupe du monde et la troisième fois pour le pays de Galles, la première depuis 1999.

## Choix du pays organisateur
L'International Cricket Council (ICC) décide des pays organisateurs de la Coupe du monde 2011 en 2006 et choisit la candidature commune de l'Inde, du Pakistan, du Sri Lanka et du Bangladesh aux dépens de celle de l'Australie et de la Nouvelle-Zélande. Les deux pays océaniens se voient attribuer à la place la Coupe du monde 2015. L'England and Wales Cricket Board (ECB), qui représente l'Angleterre et le pays de Galles, espère obtenir l'organisation d'une Coupe du monde au cours de la même réunion. Il obtient à l'issue des négociations le droit d'accueillir la Coupe du monde 2019. C'est la cinquième Coupe du monde à se tenir en Angleterre, après les trois premières éditions, en 1975, 1979 et 1983, et celle de 1999. Pour le pays de Galles, il s'agit de la troisième fois après 1983 et 1999. L'accord entre l'ICC et l'ECB est signé en 2013.

## Stades
Les stades qui doivent accueillir la Coupe du monde 2019 sont sélectionnés en 2014 par l'England and Wales Cricket Board (ECB), mais l'International Cricket Council (ICC) doit valider ce choix. L'ECB souhaite que le match d'ouverture se joue à The Oval, à Londres et la finale à Lord's, à Londres également. Les autres stades prévus sont le Riverside Ground à Chester-le-Street, Headingley à Leeds, Trent Bridge à Nottingham, Sophia Gardens à Cardiff, County Ground à Bristol, le Rose Bowl de West End, County Ground à Taunton, Edgbaston à Birmingham, et Old Trafford à Manchester, ces deux derniers devant accueillir les demi-finales.

## Compétition

### Phase de groupe
Toutes les équipes se rencontrent 1 fois chacun. Les 4 meilleurs sont qualifiés pour la phase finale.

#### Classement
| Rang | Équipe             | Pts | J | G | É | P | Ab | Tdf    |
| ---- | ------------------ | --- | - | - | - | - | -- | ------ |
| 1    | Inde               | 15  | 9 | 7 | 0 | 1 | 1  | 0,809  |
| 2    | Australie          | 14  | 9 | 7 | 0 | 2 | 0  | 0,868  |
| 3    | Angleterre         | 12  | 9 | 6 | 0 | 3 | 0  | 1,152  |
| 4    | Nouvelle-Zélande   | 11  | 9 | 5 | 0 | 3 | 1  | 0,175  |
| 5    | Pakistan           | 11  | 9 | 5 | 0 | 3 | 1  | -0,430 |
| 6    | Sri Lanka          | 8   | 9 | 3 | 0 | 4 | 2  | -0,919 |
| 7    | Afrique du Sud     | 7   | 9 | 3 | 0 | 5 | 1  | -0,030 |
| 8    | Bangladesh         | 7   | 8 | 3 | 0 | 5 | 1  | -0,410 |
| 9    | Indes occidentales | 5   | 9 | 2 | 0 | 6 | 1  | -0,225 |
| 10   | Afghanistan        | 0   | 9 | 0 | 0 | 9 | 0  | -1,322 |

#### Résultats
La première équipe à battre est en gras. 
| Date        | Stade                                | Équipe 1                                                                         | Équipe 1                                                                         | Équipe 2                                                                         | Équipe 2                                                                         | Vainqueur                                                                        |
| ----------- | ------------------------------------ | -------------------------------------------------------------------------------- | -------------------------------------------------------------------------------- | -------------------------------------------------------------------------------- | -------------------------------------------------------------------------------- | -------------------------------------------------------------------------------- |
| 30 mai      | The Oval (Londres)                   | Angleterre                                                                       | 311/8 (50)                                                                       | Afrique du Sud                                                                   | 207/10 (39.5)                                                                    | Angleterre par 104 courses                                                       |
| 31 mai      | Trent Bridge (Nottingham)            | Pakistan                                                                         | 105/10 (21.4)                                                                    | Indes occidentales                                                               | 108/3 (13.4)                                                                     | Indes occidentales par 7 guichets                                                |
| 1er juin    | Sophia Gardens (Cardiff)             | Nouvelle-Zélande                                                                 | 137/0 (16.1)                                                                     | Sri Lanka                                                                        | 136/10 (29.2)                                                                    | Nouvelle-Zélande par 10 guichets                                                 |
| 1er juin    | County Ground (Bristol)              | Afghanistan                                                                      | 207/10 (38.2)                                                                    | Australie                                                                        | 209/3 (34.5)                                                                     | Australie par 7 guichets                                                         |
| 2 juin      | The Oval (Londres)                   | Bangladesh                                                                       | 330/6 (50)                                                                       | Afrique du Sud                                                                   | 309/8 (50)                                                                       | Bangladesh par 21 courses                                                        |
| 3 juin      | Trent Bridge (Nottingham)            | Angleterre                                                                       | 334/9 (50)                                                                       | Pakistan                                                                         | 348/8 (50)                                                                       | Pakistan par 14 courses                                                          |
| 4 juin      | Sophia Gardens (Cardiff)             | Afghanistan                                                                      | 152/10 (32.4)                                                                    | Sri Lanka                                                                        | 201/10 (36.5)                                                                    | Sri Lanka par 34 courses (méthode D/L)                                           |
| 5 juin      | Rose Bowl (West End)                 | Inde                                                                             | 230/4 (47.3)                                                                     | Afrique du Sud                                                                   | 227/9 (50)                                                                       | Inde par 6 guichets                                                              |
| 5 juin      | The Oval (Londres)                   | Bangladesh                                                                       | 244/10 (49.2)                                                                    | Nouvelle-Zélande                                                                 | 248/8 (47.1)                                                                     | Nouvelle-Zélande par 2 guichets                                                  |
| 6 juin      | Trent Bridge (Nottingham)            | Australie                                                                        | 288/10 (49)                                                                      | Indes occidentales                                                               | 273/9 (50)                                                                       | Australie par 15 courses                                                         |
| 7 juin      |                                      | Le match entre le Pakistan et le Sri Lanka n'est pas joué à cause de la pluie.   | Le match entre le Pakistan et le Sri Lanka n'est pas joué à cause de la pluie.   | Le match entre le Pakistan et le Sri Lanka n'est pas joué à cause de la pluie.   | Le match entre le Pakistan et le Sri Lanka n'est pas joué à cause de la pluie.   | Le match entre le Pakistan et le Sri Lanka n'est pas joué à cause de la pluie.   |
| 8 juin      | Sophia Gardens (Cardiff)             | Angleterre                                                                       | 386/6 (50)                                                                       | Bangladesh                                                                       | 280/10 (48.5)                                                                    | Angleterre par 104 courses                                                       |
| 8 juin      | County Ground (Taunton)              | Afghanistan                                                                      | 172/10 (41.1)                                                                    | Nouvelle-Zélande} Nouvelle-Zélande                                               | 173/3 (32.1)                                                                     | Nouvelle-Zélande par 7 guichets                                                  |
| 9 juin      | The Oval (Londres)                   | Australie                                                                        | 316/10 (50)                                                                      | Inde                                                                             | 352/5 (50)                                                                       | Inde par 36 courses                                                              |
| 10 juin     | Rose Bowl (West End)                 | Afrique du Sud                                                                   | 29/2 (7.3)                                                                       | Indes occidentales                                                               | 0                                                                                | Match abandonné à cause de la pluie                                              |
| 11 juin     |                                      | Le match entre le Bangladesh et le Sri Lanka n'est pas joué à cause de la pluie  | Le match entre le Bangladesh et le Sri Lanka n'est pas joué à cause de la pluie  | Le match entre le Bangladesh et le Sri Lanka n'est pas joué à cause de la pluie  | Le match entre le Bangladesh et le Sri Lanka n'est pas joué à cause de la pluie  | Le match entre le Bangladesh et le Sri Lanka n'est pas joué à cause de la pluie  |
| 12 juin     | County Ground (Taunton)              | Australie                                                                        | 307/10 (49)                                                                      | Pakistan                                                                         | 266/10 (45.4)                                                                    | Australie par 41 courses                                                         |
| 13 juin     |                                      | Le match entre l' Inde et la Nouvelle-Zélande n'est pas joué à cause de la pluie | Le match entre l' Inde et la Nouvelle-Zélande n'est pas joué à cause de la pluie | Le match entre l' Inde et la Nouvelle-Zélande n'est pas joué à cause de la pluie | Le match entre l' Inde et la Nouvelle-Zélande n'est pas joué à cause de la pluie | Le match entre l' Inde et la Nouvelle-Zélande n'est pas joué à cause de la pluie |
| 14 juin     | Rose Bowl (West End)                 | Angleterre                                                                       | 213/2 (33.1)                                                                     | Indes occidentales                                                               | 212/10 (44.4)                                                                    | Angleterre par 8 guichets                                                        |
| 15 juin     | The Oval (Londres)                   | Australie                                                                        | 334/7 (50)                                                                       | Sri Lanka                                                                        | 247/10 (45.5)                                                                    | Australie par 87 courses                                                         |
| 15 juin     | Sophia Gardens (Cardiff)             | Afghanistan                                                                      | 125/10 (34.1)                                                                    | Afrique du Sud                                                                   | 131/1 (28.4)                                                                     | Afrique du Sud par 9 guichets                                                    |
| 16 juin     | Old Trafford (Manchester)            | Inde                                                                             | 336/5 (50)                                                                       | Pakistan                                                                         | 212/6 (40)                                                                       | Inde par 89 courses (méthode DLS)                                                |
| 17 juin     | County Ground (Taunton)              | Bangladesh                                                                       | 322/3 (41.3)                                                                     | Indes occidentales                                                               | 321/8 (50)                                                                       | Bangladesh par 7 guichets                                                        |
| 18 juin     | Old Trafford (Manchester)            | Afghanistan                                                                      | 247/8 (50)                                                                       | Angleterre                                                                       | 397/6 (50)                                                                       | Angleterre par 150 courses                                                       |
| 19 juin     | Edgbaston (Birmingham)               | Nouvelle-Zélande                                                                 | 245/6 (48.3)                                                                     | Afrique du Sud                                                                   | 241/6 (49)                                                                       | Nouvelle-Zélande par 4 guichets                                                  |
| 20 juin     | Trent Bridge (Nottingham)            | Australie                                                                        | 381/5 (50)                                                                       | Bangladesh                                                                       | 333/8 (50)                                                                       | Australie par 48 courses                                                         |
| 21 juin     | Headingley (Leeds)                   | Angleterre                                                                       | 212/10 (47)                                                                      | Sri Lanka                                                                        | 232/9 (50)                                                                       | Sri Lanka par 20 courses                                                         |
| 22 juin     | Rose Bowl (West End)                 | Afghanistan                                                                      | 213/10 (49.5)                                                                    | Inde                                                                             | 224/8 (50)                                                                       | Inde par 11 courses                                                              |
| 22 juin     | Old Trafford (Manchester)            | Nouvelle-Zélande                                                                 | 291/8 (50)                                                                       | Indes occidentales                                                               | 286/10 (49)                                                                      | Nouvelle-Zélande par 5 courses                                                   |
| 23 juin     | Lord's (Londres)                     | Pakistan                                                                         | 308/7 (50)                                                                       | Afrique du Sud                                                                   | 259/9 (50)                                                                       | Pakistan par 49 courses                                                          |
| 24 juin     | Rose Bowl (West End)                 | Afghanistan                                                                      | 200/10 (47)                                                                      | Bangladesh                                                                       | 262/7 (50)                                                                       | Bangladesh par 62 courses                                                        |
| 25 juin     | Lord's (Londres)                     | Angleterre                                                                       | 221/10 (44.4)                                                                    | Australie                                                                        | 285/7 (50)                                                                       | Australie par 64 courses                                                         |
| 26 juin     | Edgbaston (Birmingham)               | Nouvelle-Zélande                                                                 | 237/6 (50)                                                                       | Pakistan                                                                         | 241/4 (49.1)                                                                     | Pakistan par 6 guichets                                                          |
| 27 juin     | Old Trafford (Manchester)            | Inde                                                                             | 268/7 (50)                                                                       | Indes occidentales                                                               | 143/10 (34.2)                                                                    | Inde par 125 courses                                                             |
| 28 juin     | Riverside Ground (Chester-le-Street) | Afrique du Sud                                                                   | 206/1 (37.2)                                                                     | Sri Lanka                                                                        | 203/10 (49.3)                                                                    | Afrique du Sud par 9 guichets                                                    |
| 29 juin     | Headingley (Leeds)                   | Afghanistan                                                                      | 227/9 (50)                                                                       | Pakistan                                                                         | 230/7 (49.4)                                                                     | Pakistan par 3 guichets                                                          |
| 29 juin     | Lord's (Londres)                     | Australie                                                                        | 243/9 (50)                                                                       | Nouvelle-Zélande                                                                 | 157/10 (43.4)                                                                    | Australie par 86 courses                                                         |
| 30 juin     | Edgbaston (Birmingham)               | Angleterre                                                                       | 337/7 (50)                                                                       | Inde                                                                             | 306/5 (50)                                                                       | Angleterre par 31 courses                                                        |
| 1er juillet | Riverside Ground (Chester-le-Street) | Sri Lanka                                                                        | 338/6 (50)                                                                       | Indes occidentales                                                               | 315/9 (50)                                                                       | Sri Lanka par 23 courses                                                         |
| 2 juillet   | Edgbaston (Birmingham)               | Bangladesh                                                                       | 286/10 (48)                                                                      | Inde                                                                             | 314/9 (50)                                                                       | Inde par 28 courses                                                              |
| 3 juillet   | Riverside Ground (Chester-le-Street) | Angleterre                                                                       | 305/8 (50)                                                                       | Nouvelle-Zélande                                                                 | 186/10 (45)                                                                      | Angleterre par 119 courses                                                       |
| 4 juillet   | Headingley (Leeds)                   | Afghanistan                                                                      | 288/10 (50)                                                                      | Indes occidentales                                                               | 311/6 (50)                                                                       | Indes occidentales par 23 courses                                                |
| 5 juillet   | Lord's (Londres)                     | Bangladesh                                                                       | 221/10 (44.1)                                                                    | Pakistan                                                                         | 315/9 (50)                                                                       | Pakistan par 94 courses                                                          |
| 6 juillet   | Headingley (Leeds)                   | Inde                                                                             | 265/3 (43.3)                                                                     | Sri Lanka                                                                        | 264/7 (50)                                                                       | Inde par 7 guichets                                                              |
| 6 juillet   | Old Trafford (Manchester)            | Australie                                                                        | 315/10 (49.5)                                                                    | Afrique du Sud                                                                   | 325/6 (50)                                                                       | Afrique du Sud par 10 courses                                                    |

### Phase à élimination directe

#### Tableau final
|  | Demi-finales                                | Demi-finales                                | Demi-finales                                | Demi-finales                                |                  |                  | Finale                           | Finale                           | Finale                           | Finale                           |
|  |                                             |                                             |                                             |                                             |                  |                  |                                  |                                  |                                  |                                  |
|  | 9-10 juillet 2019, Old Trafford, Manchester | 9-10 juillet 2019, Old Trafford, Manchester | 9-10 juillet 2019, Old Trafford, Manchester | 9-10 juillet 2019, Old Trafford, Manchester |                  |                  | 14 juillet 2019, Lord's, Londres | 14 juillet 2019, Lord's, Londres | 14 juillet 2019, Lord's, Londres | 14 juillet 2019, Lord's, Londres |
|  | Inde                                        | Inde                                        | 221                                         | 221                                         |                  |                  | 14 juillet 2019, Lord's, Londres | 14 juillet 2019, Lord's, Londres | 14 juillet 2019, Lord's, Londres | 14 juillet 2019, Lord's, Londres |
|  | Inde                                        | Inde                                        | 221                                         | 221                                         |                  |                  | 14 juillet 2019, Lord's, Londres | 14 juillet 2019, Lord's, Londres | 14 juillet 2019, Lord's, Londres | 14 juillet 2019, Lord's, Londres |
|  | Nouvelle-Zélande                            | Nouvelle-Zélande                            | 239/8                                       | 239/8                                       |                  |                  | 14 juillet 2019, Lord's, Londres | 14 juillet 2019, Lord's, Londres | 14 juillet 2019, Lord's, Londres | 14 juillet 2019, Lord's, Londres |
|  | Nouvelle-Zélande                            | Nouvelle-Zélande                            | 239/8                                       | 239/8                                       | Nouvelle-Zélande | Nouvelle-Zélande | 241/8                            | 241/8                            |                                  |                                  |
|  | 11 juillet 2019, Edgbaston, Birmingham      |                                             |                                             |                                             | Nouvelle-Zélande | Nouvelle-Zélande | 241/8                            | 241/8                            |                                  |                                  |
|  |                                             |                                             | Angleterre                                  | Angleterre                                  | 241              | 241              |                                  |                                  |                                  |                                  |
|  | Australie                                   | Australie                                   | Angleterre                                  | Angleterre                                  | 241              | 241              | 223                              | 223                              |                                  |                                  |
|  | Australie                                   | Australie                                   |                                             |                                             |                  |                  |                                  | 223                              |                                  |                                  |
|  | Angleterre                                  | Angleterre                                  | 226/2                                       | 226/2                                       |                  |                  |                                  |                                  |                                  |                                  |
|  | Angleterre                                  | Angleterre                                  | 226/2                                       | 226/2                                       |                  |                  |                                  |                                  |                                  |                                  |

| Date          | Stade                     | Équipe A        | Équipe A  | Score      | Équipe B        | Équipe B         | Score        | Vainqueur                       |
| ------------- | ------------------------- | --------------- | --------- | ---------- | --------------- | ---------------- | ------------ | ------------------------------- |
| Demi-finale A |                           |                 |           |            |                 |                  |              |                                 |
| 9 juillet     | Old Trafford (Manchester) | 1er classement  | Inde      | 221 (49.3) | 4ème classement | Nouvelle-Zélande | 239/8 (50)   | Nouvelle-Zélande par 18 courses |
| Demi-finale B |                           |                 |           |            |                 |                  |              |                                 |
| 11 juillet    | Edgbaston (Birmingham)    | 2ème classement | Australie | 223 (49)   | 3ème classement | Angleterre       | 226/2 (32.1) | Angleterre par 8 guichets       |

| Date       | Stade            | Vainqueur A      | Score            | Vainqueur B | Score          | Vainqueur  |
| ---------- | ---------------- | ---------------- | ---------------- | ----------- | -------------- | ---------- |
| 14 juillet | Lord's (Londres) | Nouvelle-Zélande | 241/8 over 50/50 | Angleterre  | 241 over 50/50 | Angleterre |

## Statistiques

### Plus Grand Nombre de Courses
| Courses | Joueur          | Manches | Score élevé | Moyenne | Taux de grève | 100s | 50s |
| ------- | --------------- | ------- | ----------- | ------- | ------------- | ---- | --- |
| 648     | Rohit Sharma    | 9       | 140         | 81,00   | 98,33         | 5    | 1   |
| 647     | David Warner    | 10      | 166         | 71,88   | 89,36         | 3    | 3   |
| 606     | Shakib Al Hasan | 8       | 124*        | 86,57   | 96,03         | 2    | 5   |
| 578     | Kane Williamson | 9       | 148         | 82,57   | 74,96         | 2    | 2   |
| 556     | Joe Root        | 11      | 107         | 61,77   | 89,53         | 2    | 3   |

### Plus Grand Nombre de Guichets
| Guichets | Joueur            | Manches | Moyenne | Économie | BBI  | Taux de grève |
| -------- | ----------------- | ------- | ------- | -------- | ---- | ------------- |
| 27       | Mitchell Starc    | 10      | 18,59   | 5,43     | 5/26 | 20,5          |
| 21       | Lockie Ferguson   | 9       | 19,47   | 4,88     | 4/37 | 23,9          |
| 20       | Mustafizur Rahman | 8       | 24,20   | 6,70     | 5/59 | 21,6          |
| 20       | Jofra Archer      | 11      | 23,05   | 4,57     | 3/27 | 30,2          |
| 18       | Jasprit Bumrah    | 9       | 20,61   | 4,42     | 4/55 | 28,0          |

### Équipe du Tournoi
| Joueur          | Rôle                          |
| --------------- | ----------------------------- |
| Jason Roy       | Batteur                       |
| Rohit Sharma    | Batteur                       |
| Kane Williamson | Batteur / capitaine           |
| Joe Root        | Batteur                       |
| Shakib Al Hasan | All-rounder (spin)            |
| Ben Stokes      | All-rounder (pace)            |
| Alex Carey      | Gardien de guichet            |
| Mitchell Starc  | Lanceur (pace)                |
| Jofra Archer    | Lanceur (pace)                |
| Lockie Ferguson | Lanceur (pace)                |
| Jasprit Bumrah  | Lanceur (pace)                |
| Trent Boult     | Lanceur (pace) / 12ème joueur |